# Heteronychus parvus
Heteronychus parvus är en skalbaggsart som beskrevs av Hermann Burmeister 1847. Heteronychus parvus ingår i släktet Heteronychus och familjen Dynastidae. Inga underarter finns listade i Catalogue of Life.